# Comic Book Resources
Pour les articles homonymes, voir CBR.
Comic Book Resources, aussi connu sous le nom CBR, est un webzine canadien consacré aux comic books. Fondé par Jonah Weiland en 1996, le site web fournit des actualités, chroniques, critiques, interviews et un forum de discussions sur les comics.
Comic Book Resources est un site reconnu qui organise une compétition de bande dessinée Comic Book Idol qui permet à ses concurrents de se lancer dans le milieu de l'édition des comics.
Le webzine a été nommé plusieurs fois aux Eagle Awards dans la catégorie « Site web préféré consacré aux bandes dessinées », il a remporté trois fois cette récompense ainsi qu'un prix Eisner dans la catégorie « Meilleure revue sur la bande dessinée ».

## Description
Comic Book Resources a été fondé par Jonah Weiland en 1996, c'est le successeur de Kingdom Come Message Board, un forum de messages que Weiland avait créé pour discuter d'une nouvelle mini-série éponyme Kingdom Come de DC Comics. Selon la bibliothèque de l'Université de Buffalo, ce webzine est « largement considéré comme le premier site web consacré aux comics ». Ce site d'actualités et de critiques consacrées aux comic books et romans graphiques est devenu un site conseillé pour les recherches des bibliothèques et des universités américaines.
En plus d'avoir un panneau d'affichage actif, Comic Book Resources a également des chroniques hebdomadaires écrites par différents auteurs dans l'industrie des comics. Les écrivains qui ont écrit ou qui sont en train d'écrire des colonnes pour Comic Book Resources comprennent entre autres Warren Ellis, Erik Larsen, Steven Grant, Robert Kirkman, Gail Simone, Rich Johnston, Scott Shaw, Rob Worley, Keith Giffen et Mark Millar. D'autres actualités, critiques sont publiées par des historiens et des critiques de comics comme George Khoury et Timothy Callahan. Il existe aussi des rubriques comme celles de Brian Cronin intitulées Comic Book Legends Revealed où il parle de rumeurs, légendes qui ont ponctué l'histoire des comics. Elles ont récemment été regroupées dans le livre Was Superman a Spy?.

## Comic Book Idol
Comic Book Idol, aussi connu sous le nom CBI, est une compétition amateur d'artistes de bande dessinée, créée et animée par le scénariste Joseph Torres, et organisée par Comic Book Resources et ses annonceurs participants. CBI dérive de l'émission de télévision américaine et compétition de chant American Idol.

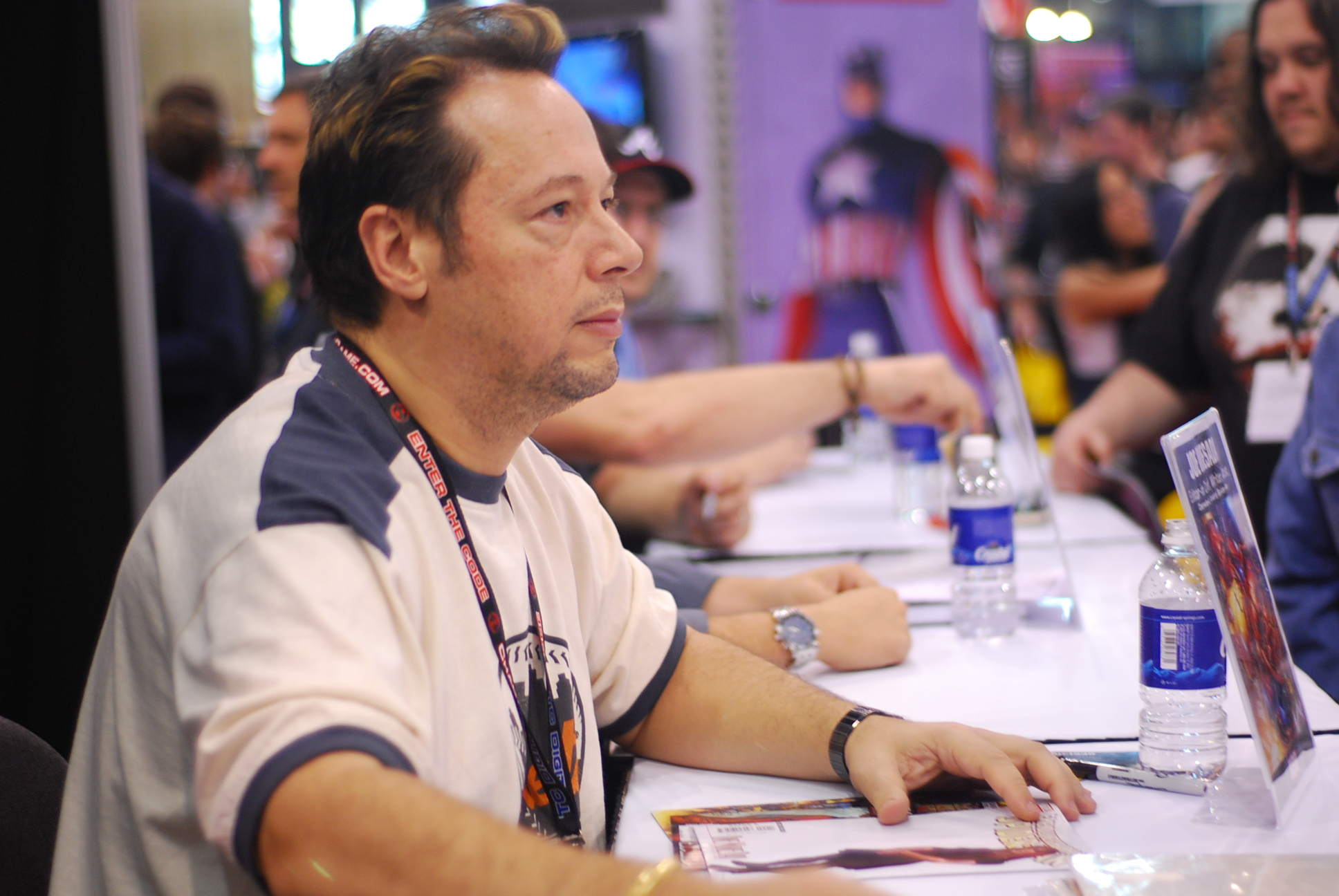
L'éditeur, scénariste et dessinateur Joe Quesada a été membre du jury de Comic Book Idol.

La compétition se déroule en cinq semaines débutant avec dix artistes qui ont été sélectionnés parmi des dizaines de candidats qui n'ont pas été publiés dans une bande dessinée auparavant. Ils doivent compléter des épreuves hebdomadaires qui sont jugées par des éditeurs et des professionnels de la bande dessinée comme Joe Quesada,.
Chaque mercredi midi sur le webzine CBR, le public vote pour son dessinateur préféré et peut effectuer des commentaires en ligne sur les dessins. À chaque fermeture des votes le jeudi midi, les deux artistes avec le moins de votes quittent la compétition. La dernière semaine, les votes séparent les deux finalistes. Le gagnant effectuera des illustrations chez les maisons d'édition impliquées dans le concours comme Marvel Comics, Oni Press, Code6, Image Comics et IDW Publishing,,.

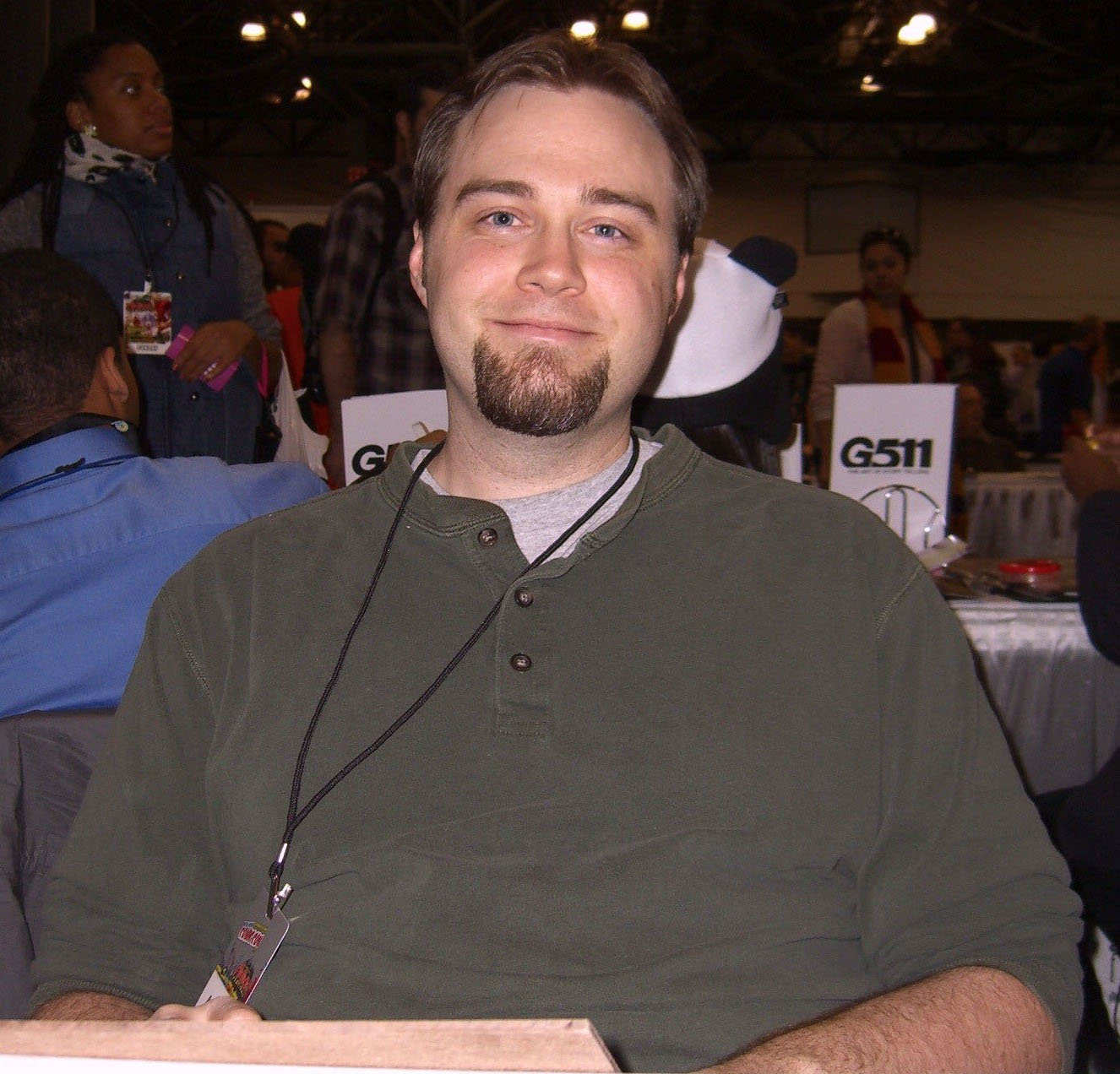
Patrick Scherberger a remporté CBI1 et a travaillé ensuite pour Marvel Comics.

Grâce à ce concours, quelques gagnants et concurrents sont entrés dans l'industrie des comics :
- Patrick Scherberger a remporté CBI1 et a depuis travaillé sur de nombreux titres de Marvel Comics comme Marvel Adventures: Spider-Man, Marvel Adventures: Hulk et GeNext[8],[10].
- Jonathan Hickman second dans le CBI1, a travaillé pour Virgin Comics sur Guy Ritchie's Gamekeeper et Seven Brothers, pour Image Comics sur Pax Romana, A Red Mass for Mars et Transhuman et pour Marvel Comics avec Fantastic Four et Astonishing Tales[11],[12].
- Carlos Rodríguez a gagné CBI2 et a travaillé sur Shadowhawk pour Image Comics et Batman and the Outsiders pour DC Comics[13].
- Billy Penn a aussi participé à CBI2 et a depuis travaillé sur Savage Dragon publié par Image Comics[14].
- Joe Infurnari, autre concurrent de CBI2, a travaillé sur de titres de Oni Press comme Wasteland et Borrowed Time, ainsi qu'avec le scénariste Mark Waid sur Jersey Gods[15].
- Nick Pitarra, concurrent de CBI3, a travaillé pour Marvel Comics sur Astonishing Tales[16].

## Récompenses et nominations
Deux années de suite, en 1999 et 2000, Comic Book Resources remporte un Eagle Award dans la catégorie « Site web préféré consacré à la bande dessinée » (Favourite Comics-Related Website). En 2004, 2005, 2006, 2007 et 2008, il est nommé dans cette même catégorie aux Eagle Awards,,,,. En 2009, CBR remporte un prix Eisner dans la catégorie « Meilleure revue sur la bande dessinée » (Best Comics-Related Periodical/Journalism). En 2010, Comic Book Resources remporte de nouveau un Eagle Award dans la catégorie « Site web préféré consacré aux bandes dessinées ».